# Avtar Singh Bhurji
Avtar Singh Bhurji (ur. 15 grudnia 1944 w Bikanerze, zm. 26 stycznia 2025 w Esher) – ugandyjski hokeista na trawie pochodzenia hinduskiego, uczestnik Letnich Igrzysk Olimpijskich 1972.
Na igrzyskach w Monachium Singh Bhurji reprezentował swój kraj w sześciu spotkaniach; były to mecze przeciwko ekipom: Francji, Pakistanu (w obydwóch Uganda przegrała 1-3), Argentyny (0-0), RFN (1-1), Belgii (0-2) i Hiszpanii (2-2). W klasyfikacji końcowej, jego drużyna zajęła przedostatnie 15. miejsce, wyprzedzając jedynie reprezentację Meksyku.